# دیتیزون
دیتیزون (به انگلیسی: Dithizone) یک ترکیب شیمیایی با شناسه پاب‌کم ۶۵۷۲۶۲ است. 